# Championnat de France de basket-ball 1973-1974
Navigation
Saison précédente Saison suivante
La saison 1973-1974 du championnat de France de basket-ball de Nationale 1 est la 52e édition du championnat de France masculin de basket-ball. Le championnat de Nationale 1 de basket-ball était le nom du plus haut niveau du championnat de France.

## Présentation
La saison se déroule du 13 octobre 1973 au 18 mai 1974, chaque équipe rencontre les autres équipes de sa poule en match aller-retour. Au terme de cette saison, le titre de Champion de France est attribué au club classé 1e.
Seize clubs participent à la compétition. La victoire rapporte 3 points, le match nul 2 points  la défaite 1 point et le bonus 1 point. Les équipes classées 13e, 14e, 15e et 16e descendent en Nationale 2.
Le tenant du titre, Berck, va tenter de gagner un 2e titre.
Jœuf, Monaco, Orthez et le Racing CF sont les quatre équipes promues pour cette saison. Orthez, Nancy, Jœuf et  le Racing CF, équipes classées de 13e à 16e sont les quatre équipes reléguées à l'issue de cette saison 1973-1974.
Berck remporte  le championnat pour la deuxième fois de son histoire.
Dennis Stewart (Vichy) est le meilleur marqueur du championnat de France avec une moyenne de 33,5 points.

## Clubs participants
- Olympique d'Antibes Juan-les-Pins
- Alsace de Bagnolet
- Association Sportive de Berck
- Caen Basket Club
- Etoile Sportive du Marais de Challans
- Association Sportive de Denain-Voltaire
- Association Sportive de Jœuf
- Sporting Club Moderne du Mans
- Association Sportive de Monaco
- Stade Lorrain Université Club Nancy
- Elan Béarnais Orthez
- Racing Club de France
- Groupe Sportif de la Chorale Mulsant de Roanne
- Association Sportive Préparation Olympique de Tours
- Jeanne d’Arc de Vichy
- Association Sportive de Villeurbanne Eveil Lyonnais

## Classement final de la saison régulière
La victoire rapporte 3 points, le match nul 2 points, la défaite 1 point et le bonus 1 point.
Le point de bonus est accordé à l'équipe qui sur les deux matchs (aller et retour) possède la meilleure différence de points. Si les deux équipes sont à égalité, chacune gagne 0,5 point 
| #  | Equipe    | Pts  | M  | V  | N | D  | PP   | PC   | Diff. | Bonus |
| -- | --------- | ---- | -- | -- | - | -- | ---- | ---- | ----- | ----- |
| 1  | Berck     | 96   | 30 | 26 | 0 | 4  | 3002 | 2513 | +489  | 14    |
| 2  | Le Mans   | 80   | 30 | 18 | 1 | 11 | 2795 | 2490 | +305  | 13    |
| 3  | Vichy     | 78,5 | 30 | 18 | 1 | 11 | 2800 | 2745 | +55   | 11,5  |
| 4  | ASVEL     | 78,5 | 30 | 19 | 0 | 11 | 2692 | 2433 | +259  | 10,5  |
| 5  | Tours     | 77   | 30 | 17 | 2 | 11 | 2653 | 2496 | +157  | 11    |
| 6  | Roanne    | 69,5 | 30 | 16 | 0 | 14 | 2711 | 2680 | +31   | 7,5   |
| 7  | Antibes   | 69   | 30 | 16 | 0 | 14 | 2832 | 2793 | +39   | 7     |
| 8  | Denain    | 68   | 30 | 15 | 0 | 15 | 2559 | 2592 | -33   | 8     |
| 9  | Monaco    | 67,5 | 30 | 16 | 0 | 14 | 2513 | 2603 | -90   | 5,5   |
| 10 | Caen      | 67   | 30 | 15 | 1 | 14 | 2734 | 2699 | +35   | 6     |
| 11 | Challans  | 64   | 30 | 13 | 1 | 16 | 2654 | 2761 | -107  | 7     |
| 12 | Bagnolet  | 63   | 30 | 13 | 0 | 17 | 2672 | 2704 | -32   | 7     |
| 13 | Orthez    | 58   | 30 | 12 | 0 | 18 | 2608 | 2756 | -148  | 4     |
| 14 | Nancy     | 56   | 30 | 11 | 0 | 19 | 2622 | 2814 | -192  | 4     |
| 15 | Jœuf      | 49   | 30 | 8  | 0 | 22 | 2693 | 3012 | -319  | 3     |
| 16 | Racing CF | 39   | 30 | 4  | 0 | 26 | 2618 | 3067 | -449  | 1     |

|  | Champion de France      |
|  | Relégués en Nationale 2 |

## Leaders de la saison régulière
| Catégorie                   | Joueur            | Équipe  | Statistiques |
| --------------------------- | ----------------- | ------- | ------------ |
| Points par match            | Dennis Stewart    | Vichy   | 33,5         |
| Points par match (Français) | Jacques Cachemire | Antibes | 27,8         |